# Polska Wytwórnia Papierów Wartościowych

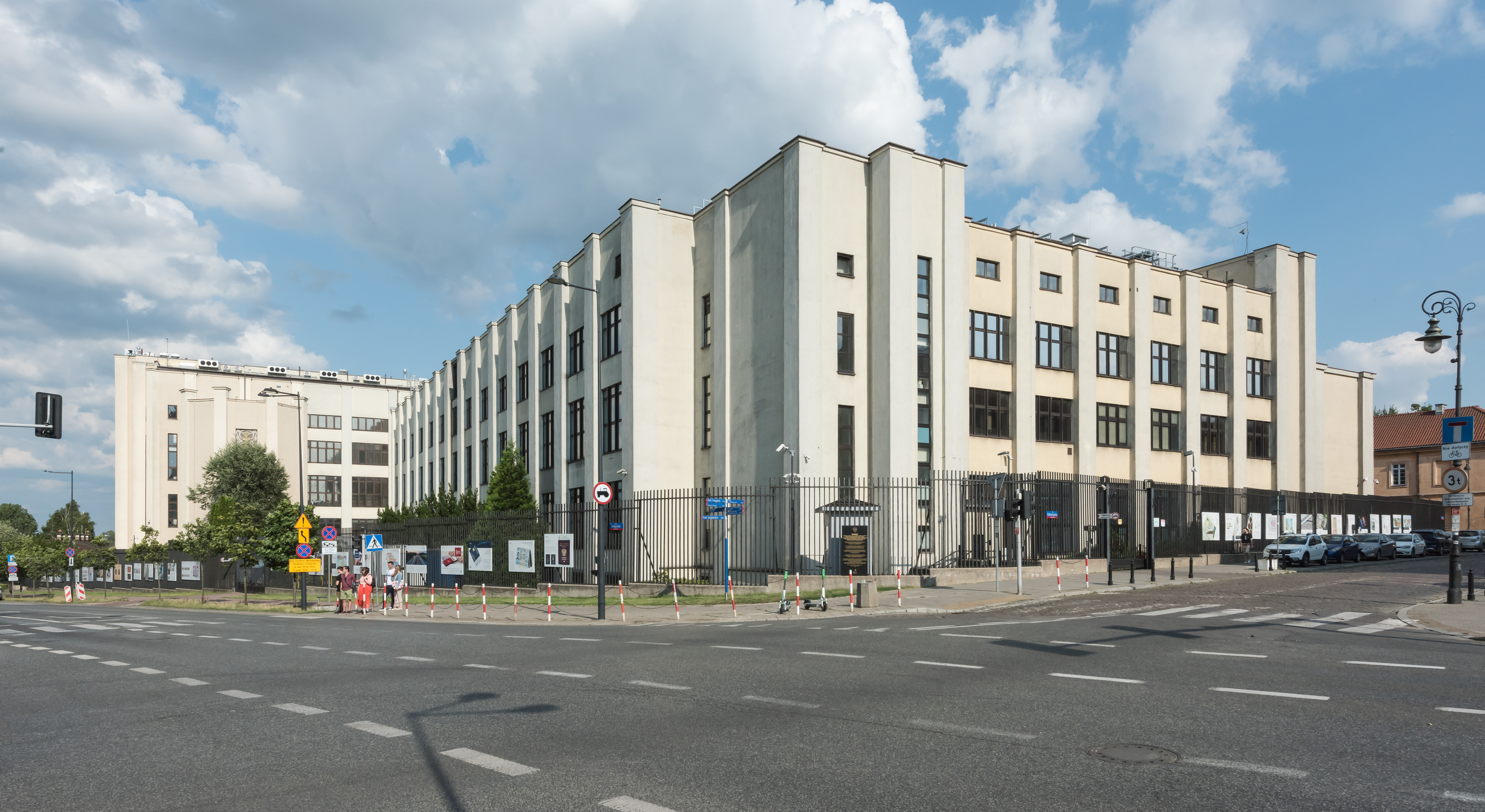
Kompleks PWPW, widok od strony ulic Romana Sanguszki i Zakroczymskiej (2023)

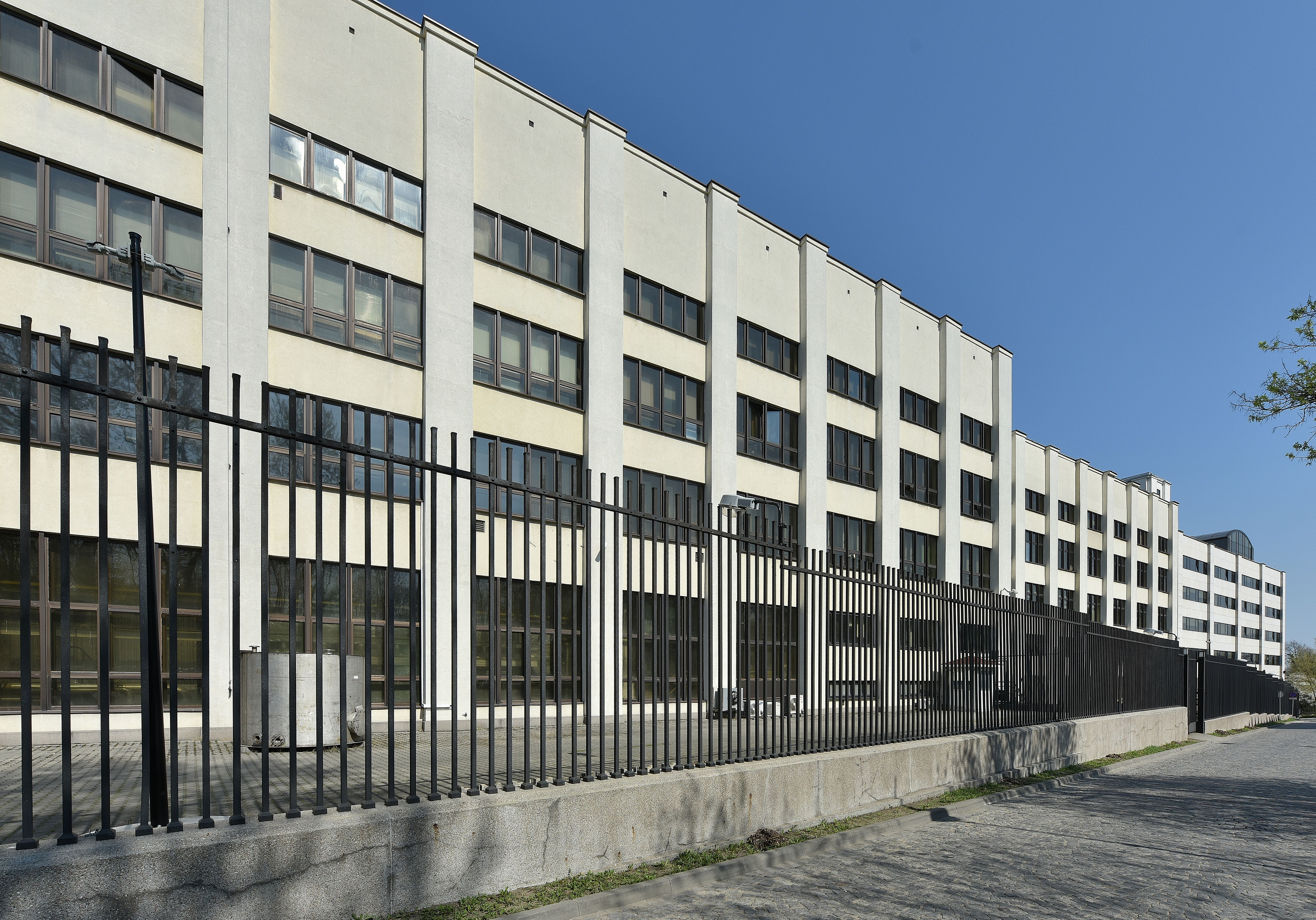
Kompleks PWPW od strony ul. Wójtowskiej (2017)

Polska Wytwórnia Papierów Wartościowych S.A. (PWPW S.A.) – jednoosobowa spółka Skarbu Państwa, przedsiębiorstwo zajmujące się produkcją banknotów, dokumentów, druków zabezpieczonych i systemów IT.
PWPW znajduje się na liście spółek strategicznych Skarbu Państwa. Od stycznia 2017 nadzór właścicielski nad PWPW S.A. sprawuje Minister Spraw Wewnętrznych i Administracji. Od 2006 spółka znajduje się na liście producentów banknotów euro akredytowanych przez Europejski Bank Centralny.
Główna siedziba PWPW znajduje się przy ul. Romana Sanguszki 1 w Warszawie.

## Historia

### Do 1939
Początki Polskiej Wytwórni Papierów Wartościowych były ściśle związane z historią niepodległej Polski. Po zakończeniu I wojny światowej władze II Rzeczypospolitej rozpoczęły uporządkowanie przejętych po zaborcach systemów walutowych. Produkcja własnych banknotów i dokumentów miała podkreślić niezależność i być elementem nowej tożsamości niepodległej Polski. 25 stycznia 1919 rząd Ignacego Jana Paderewskiego podjął uchwałę o powstaniu Państwowych Zakładów Graficznych. Przedsiębiorstwo powstało na bazie drukarń J. Hirszowicza w Al. Jerozolimskich i A. Hurkiewicza na Mariensztacie oraz papierni więzienia mokotowskiego.
W 1920 w zakładzie wyprodukowano pierwszy banknot o nominale 100 marek polskich.
26 maja 1925 minister skarbu Władysław Grabski podpisał umowę z Bankiem Polskim, która przewidywała powołanie spółki z udziałem banku centralnego i Skarbu Państwa. W rezultacie 10 lipca 1926 Państwowe Zakłady Graficzne zostały przekształcone w Polską Wytwórnię Papierów Wartościowych. W tym samym roku rozpoczęto budowę nowej siedziby firmy przy ul. Sanguszki w Warszawie. Prace nad budynkiem według projektu Antoniego Dygata zostały zakończone w 1929 roku.
W lipcu 1939 Wytwórnia zatrudniała 560 pracowników.

### Lata okupacji
Od 1940, w czasie okupacji niemieckiej, na terenie zakładu działała Podziemna Wytwórnia Banknotów (PWB), która na potrzeby państwa podziemnego produkowała w konspiracji banknoty i dokumenty legalizacyjne. Na początku 1944 PWB przekształcono w samodzielny oddział bojowy PWB/17/S.
Po wybuchu powstania warszawskiego powstańcy odbili budynek wytwórni z rąk Niemców, zdobywając znaczną ilość broni i zapasy żywności. PWPW stała  się jedną z redut powstańczych Starego Miasta. 27 sierpnia 1944 nastąpiło uderzenie niemieckie w sile 1600 żołnierzy wspartych bronią pancerną, przeciwko którym stanęło do walki ok. 200 powstańców. Po zaciętej walce o każde piętro gmachu, 28 sierpnia 1944 powstańcy opuścili teren PWPW.

### Lata powojenne
Dekretem z 10 listopada 1945 została utworzona Państwowa Wytwórnia Papierów Wartościowych, a zarządzeniem Ministra Skarbu z 28 kwietnia 1947 przedsiębiorstwu państwowemu PWPW nadano statut. W 1946 rozpoczęła się odbudowa zniszczonego bombardowaniami gmachu przy ul. Sanguszki. W tym czasie produkcja banknotów i dokumentów została przeniesiona do Łodzi. Prace budowlane zakończyły się w 1950, produkcja wróciła do Warszawy. Po reformie pieniężnej PWPW drukuje nowe banknoty wprowadzone do obiegu oraz dokumenty zabezpieczone. W 1975 do emisji trafia pierwszy banknot z serii „Wielcy Polacy”. To 500 złotych z wizerunkiem Tadeusza Kościuszki wydrukowane w PWPW. W kolejnych latach wprowadzane są kolejne nominały (do 1994). Ostatnim banknotem z tej serii był banknot o nominale 2 000 000 złotych z wizerunkiem Ignacego Jana Paderewskiego. Projektantem wszystkich banknotów z tej serii jest Andrzej Heidrich. Od 1998 roku PWPW drukuje banknoty z nowej serii o nazwie „Władcy Polski”.
W 2016 spółka z inicjatywy jej kierownictwa została „zawierzona Bogu za pośrednictwem niepokalanego serca Maryi”.

## Obszary działalności

### Banknoty
PWPW zajmuje się produkcją banknotów obiegowych i kolekcjonerskich dla Narodowego Banku Polskiego, ale również dla banków centralnych innych państw np. dla Słowacji, Gruzji, Gwatemali, Paragwaju, Hondurasu, Dominikany czy Dżibuti.

### Dokumenty i systemy IT
Dokumenty identyfikacyjne: blankiety dowodów osobistych, które są następnie personalizowane w Centrum Personalizacji Dokumentów MSWiA, polski paszport biometryczny – książeczka paszportowa z wszytym w okładkę mikroprocesorem, do którego w MSWiA wprowadzane są dane biometryczne, legitymacje, dokumenty dla cudzoziemców (np. karta pobytu). PWPW jest producentem paszportów także dla Litwy, Armenii i Bangladeszu.
Dokumenty komunikacyjne: prawa jazdy, dowody rejestracyjne, karty pojazdu, nalepki legalizacyjne na szyby i tablice rejestracyjne, zaświadczenia ADR, karty do tachografów cyfrowych oraz system Tachograf Cyfrowy – dla Polski, Armenii, Gruzji i Azerbejdżanu.
Oprócz produktów poligraficznych PWPW oferuje również usługi elektroniczne (również przez swoje spółki zależne) takie jak: Centrum Usług Zaufania Sigillum (e-podpis), Polską Platformę Przetargową, jest operatorem systemów Pojazd i Kierowca (PIK), Info-car, Paszportowy System Informacyjny (PSI) czy Centralny System Identyfikacji kibiców piłkarskich zrealizowany dla polskiej Ekstraklasy.

### Papier i druki zabezpieczone
PWPW jest producentem znaczków pocztowych dla Poczty Polskiej, znaków akcyzy dla Ministerstwa Finansów wraz z systemem identyfikacji banderoli akcyzowych. Produkuje także akcje, obligacje, dyplomy i bony. PWPW eksportuje papier zabezpieczony ze znakiem wodnym, m.in. do Austrii, Grecji, Holandii, Francji, USA i Turcji.

### Karty plastikowe
PWPW jest producentem kart plastikowych i poliwęglanowych (m.in. karty bankowe, legitymacje)

### Działalność badawczo-rozwojowa
Efektem prac prowadzonych w PWPW jest kilka własnych rozwiązań przeznaczonych do zabezpieczania dokumentów jak np. e-DataPage – sztywna poliwęglanowa strona personalizowana zawierająca mikroprocesor, wykorzystywana do produkcji paszportów biometrycznych; Extreme ID – karta identyfikacyjna zawierająca odporny na działanie wysokich temperatur metalowy element identyfikacyjny, dzięki czemu dane osoby mogą być odczytane, nawet jeśli dokument został wystawiony na działanie ognia (rozwiązanie to wykorzystano po raz pierwszy w kartach identyfikacyjnych dla górników); PCP – technologia kolorowej personalizacji kart poliwęglanowych, która umożliwia umieszczenie kolorowego zdjęcia w strukturze wielowarstwowej karty (uniemożliwia fałszowanie dokumentu bez widocznych śladów ingerencji) – jest wykorzystywana m.in. w polskim prawie jazdy; TLE – transparentne grawerowanie laserowe – wykorzystane w polskich dowodach osobistych i prawach jazdy.
Od 2016 wydawany jest kwartalnik „Człowiek i Dokumenty”. Jest to specjalistyczne czasopismo podejmujące temat dokumentów w systemie bezpieczeństwa obywateli, ze szczególnym uwzględnieniem aspektów prawnych, administracyjnych i ekonomicznych.

### Fundacja
3 czerwca 2016 w obecności żołnierza AK i uczestnika walk powstańczych na terenie PWPW – Juliusza Kuleszy, Zarząd PWPW podpisał akt założycielski Fundacji Reduta. W 2023 jednostka została odznaczona Medalem „Pro Patria”

## Prezesi[16]
- Krzysztof Żarnotal (2008–2014)
- Sławomir Grela (w 2014)
- Marek Siwiec (2014–2016)
- Piotr Woyciechowski (2016–2017)
- Robert Malicki (w 2017, p.o.)
- Jakub Skiba (2017–2018; w 2017 jako p.o.)
- Robert Malicki (w 2018, p.o.)
- Tomasz Karusewicz (w 2018, p.o.)
- Dariusz Nowakowski (w 2018, p.o.)
- Maciej Biernat (2018–2023)
- Piotr Ciompa (2023–2024)
- Marcin Wojdat (w 2024)
- Zygmunt Kostkiewicz (od 2024)

## Organy
Zarząd
- Zygmunt Kostkiewicz – prezes zarządu[18]
- Piotr Michalski – wiceprezes zarządu[19]
- Remigiusz Lewandowski – członek zarządu[20]
- Jacek Trabczyński – członek zarządu

Rada Nadzorcza
- Bartosz Wiśniakowski – Przewodniczący Rady Nadzorczej
- Artur Dąbrowski – Członek Rady Nadzorczej
- Joanna Duszyńska-Gawron – Członek Rady Nadzorczej
- Agata Furgała – Członek Rady Nadzorczej
- Dariusz Królewicz – Członek Rady Nadzorczej
- Wojciech Raduchowski-Brochwicz – Członek Rady Nadzorczej
- Sylwester Siuchta – Członek Rady Nadzorczej
- Mariusz Tomaszewski – Członek Rady Nadzorczej
- Arkadiusz Wasylów – Członek Rady Nadzorczej
- Robert Wojtkowski – Członek Rady Nadzorczej

## Osoby związane z PWPW
- Andrzej Gdula
- Zygmunt Krzysztof Jagodziński
- Justyna Kopecka
- Maciej Kopecki
- Janusz Kowalski
- Juliusz Kulesza
- Czesław Lech
- Jerzy Milewski
- Zygmunt Nieciecki
- Piotr Pankanin
- Hanna Petrynowska
- Stefan Przanowski
- Marek Siwiec
- Jakub Skiba
- Czesław Słania
- Jan Staszel
- Piotr Woyciechowski